# 江住村

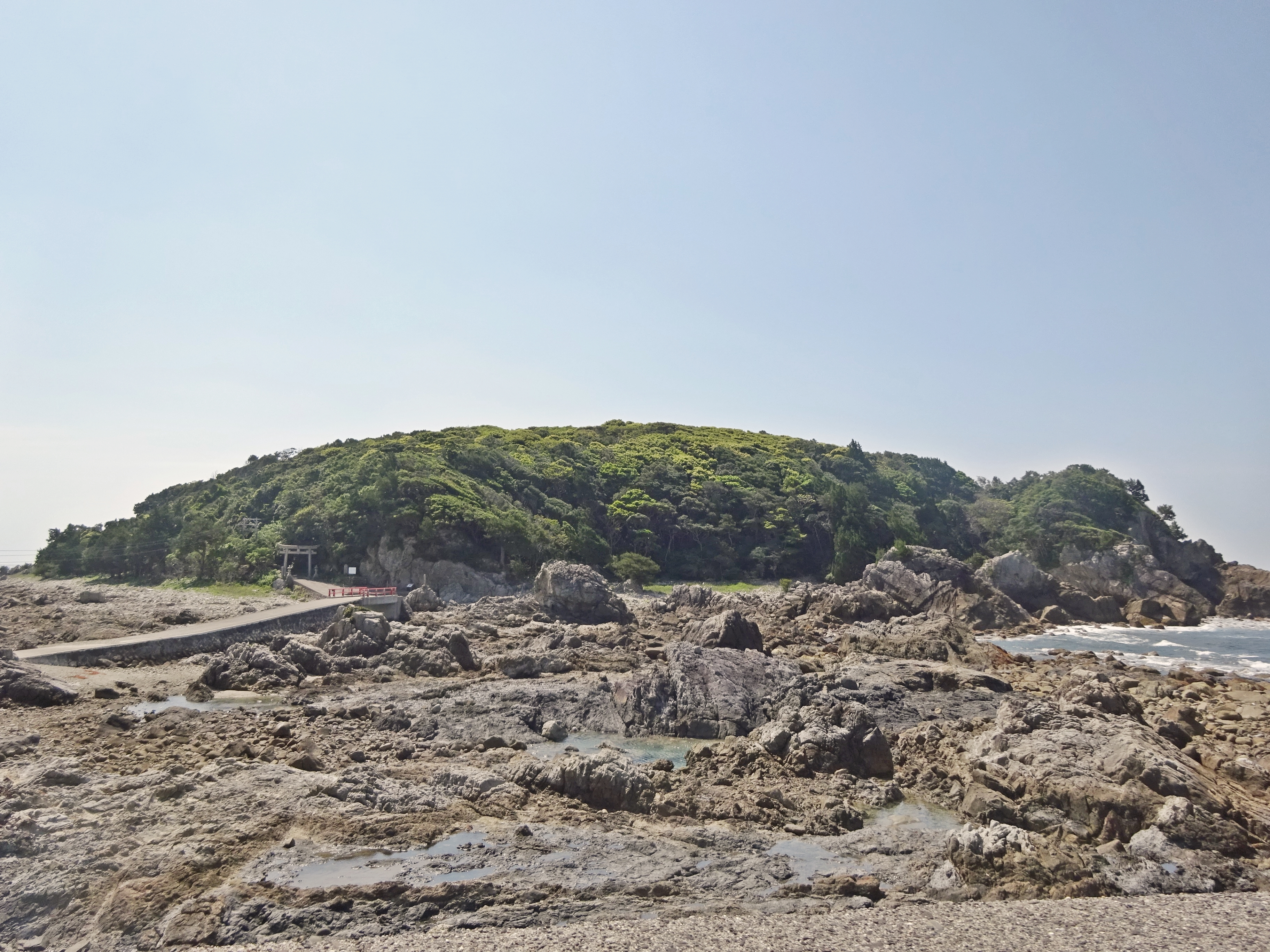
旧村域内の江須崎島

江住村（えすみむら）は、和歌山県西牟婁郡にあった村。現在のすさみ町の南東部、紀勢本線・見老津駅および江住駅の周辺にあたる。

## 地理
- 海洋：太平洋
- 岬：江須崎、御待崎、ほり崎
- 島嶼：陸ノ黒島、沖ノ黒島、戎島
- 山岳：清水山、大山
- 河川：長井川、江須之川、江住川、比曽原川

## 歴史
- 1889年（明治22年）4月1日 - 町村制の施行により、見老津浦・江住浦・里野浦の区域をもって発足。
- 1956年（昭和31年）4月1日 - すさみ町の一部（大字大鎌）を編入。
- 1959年（昭和34年）3月25日 - すさみ町に編入。同日江住村廃止。

## 交通

### 鉄道路線
- 日本国有鉄道
  - 紀勢西線（現・紀勢本線）
    - 見老津駅 - 江住駅

### 道路
- 国道170号（現・国道42号）